# Похил Павло Федорович
Павло Федорович Похил (1904—1973) — радянський вчений українського походження, фізико-хімік, один із засновників радянської наукової школи горіння і вибуху, лауреат Сталінської премії (1949).
Учасник радянського атомного проєкту.

## Біографія
Народився 4 жовтня 1904 року в селі Головківка Чигиринського повіту.
Закінчив Черкаську професійно-технічну школу (1926) і хіміко-технологічний факультет Інституту цукрової промисловості, м. Сміла Київської області (1930).
З 1930 року працював в Інституті хімічної фізики АН СРСР в Ленінграді. У 1935 році захистив кандидатську дисертацію на тему «Кінетика утворення та сольватації двомірних колоїдів».
У липні 1941 року вступив до народного ополчення, але через кілька місяців за викликом Н. Н. Семенова відкликаний в Казань (куди евакуювався інститут). Під керівництвом радянського фахівця з фізики вибуху М. О. Садовського працював над дослідженнями механічної дії вибуху. У 1943 р. інститут повернувся з евакуації, але не в Ленінград, а в Москву.
З 1946 року працював в Спецсекторі ІХФ (атомний проєкт). Після першого радянського ядерного вибуху (29.08.1949) разом з М. О. Садовським і П. Л. Декабруном провів вимірювання повітряної ударної хвилі.
«За участь в розробці новітніх приладів і методики вимірювань атомного вибуху» в жовтні 1949 року секретними указами уряду в групі розробників і випробувачів першої радянської ядерної бомби був нагороджений орденом Трудового Червоного Прапора і Сталінською премією II ступеня.
Надалі займався вивченням механізму горіння порохів, очолюючи відповідну лабораторію. У 1954—1973 рр. начальник відділу горіння конденсованих систем (ГКС) і одночасно завідувач лабораторії.
У 1954 році захистив докторську дисертацію (технічні науки). Рішенням ВАК СРСР від 1967 р. затверджений у вченому званні професора за фахом хімічна фізика. Співавтор монографії «Методи дослідження процесів горіння і детонації».
Заслужений діяч науки і техніки РРФСР (1968). Нагороджений орденом «Знак Пошани», медалями.
Помер 4 січня 1973 роки після важкої тривалої хвороби. Похований на Востряковському кладовищі.

## Окремі праці
Похил П. Ф., Мальцев В. М., Зайцев В. М. Методы исследования процессов горения и детонации / АН СССР. Ордена Ленина ин-т хим. физики. — Москва: Наука, 1969. — 301 с. : ил.; 22 см.